# 荒武三省
荒武 三省（あらたけ さんせい）は、戦国時代の武将。実名は宗名。日向伊東氏の家臣。

## 略歴
荒武氏は伊東家中でも伊東氏の日向下向時に被官化した、「都於郡四天衆」といわれる地侍の家系である。戦国期には奉行や代官を多く輩出したが、とりわけ三省は文武両道の臣として名高く、伊東尹祐の信任を受けて重用された。歌道にも達し、京から下向した飛鳥井雅康（二楽軒）と詠み交わした和歌が残る。
主に庄内北郷氏との合戦で活躍し、永正17年（1520年）には前線の勝岡城主を拝命する。大永6年（1526年）、肥後相良氏に犬童氏の乱が起こると出陣して鎮圧に貢献した。また、天文2年（1533年）、主君・伊東祐充の死去に伴い、尹祐の弟・祐武が反乱を起こし、家中を牛耳っていた家老・福永祐炳ら福永一族の4人を自害に追い込み都於郡城を占拠すると、三省は祐充の弟・祐清（義祐）を擁立し、祐武の軍勢を破って自害に追い込んだ。
翌天文3年（1534年）、新納院高城の戦いで米良一揆との激戦の末に戦死した。